# Castiarina cruentata
Castiarina cruentata es una especie de escarabajo del género Castiarina, familia Buprestidae. Fue descrita científicamente por Kirby en 1818.